# Тело
Тело е романокелтски бог от град Весуна (дн. Перигьо), на територията на римска Галия, идентичен с гръко-римския бог Аполон.
Известни са 4 надписа, в които се споменава името на божеството -
1. CIL, Vol XIII, 00948: Numin(i) / Aug(usti) et / [d]eo Telon[i(?)] / MA[

1. CIL, Vol XIII, 00950: [Deo Teloni] et deae Stanna[e] solo A(uli) Pomp(eii) Antiqui perm[issuque eius 3] / [Silvani f(ilius) Quir(ina) Ba]ssus c(urator) c(ivium) R(omanorum) consa[ep]tum omne circa templum / [basilicas du]as cum ceteris o[r]namentis ac muniment[is faciendum curavit]
2. CIL, Vol XIII, 00952: Deo Telon[i et deae Stannae] solo A(uli) Pomp(ei) Antiq[ui permissuque eius(?) C(aius) Iul(ius)] / Silvani fi[l(ius) Quir(ina) Bassus c(urator) c(ivium) R(omanorum)] consaeptum omne circ[a templum itemque cir]/ca templu[m basilicas duas cu]m ceteris ornamentis ac [munimentis faciendum curavit]
3. CIL, Vol XIII, 00954: [Deo Teloni et deae S]tannae solo A(uli) Pomp(ei) Ant[iqui permissuque eius(?) C(aius) Iul(ius)] / [Silvani fil(ius) Quir(ina)] Bassus c(urator) c(ivium) R(omanorum) consaept[um omne circa templum] / [itemque circa templum] basilicas duas cum cet[eris ornamentis ac munimentis faciendum curavit][3][4]

Предполага, се, че каменните надписи отразяват дарителските посвещения на богати римски граждани, които са част от римокелски храм на тези локални божества. Графитен надпис с името Тело е открит от земите на Лузитания, но той няма как да се свърже с локалните божества от Галска Петрокория.
Богинята Весуна е друго божество, което заедно със Сианна са засвидетелствани от района на град Перигьо.

## Етимология
Теонимът Тело произлиза от родното място на неговия римски аналог: бог Аполон, т.е. остров Делос.